# Ponte della Pia
Die Brücke Ponte della Pia ist eine steinerne Bogenbrücke in der Nähe der Ortschaft Rosia.

## Lage und Beschreibung
Die Brücke liegt in der italienischen Gemeinde Sovicille, Provinz Siena, Region Toskana, etwa 2 km westlich des Ortsteils Rosia an der Provinzstraße SS 73 nach Chiusdino und an der Strecke der antiken Via Massetana, die das Mersetal mit der Maremma verbindet. Sie überspannt den Fluss Rosia.
Die vermutlich bereits zur Römerzeit oder im späten Mittelalter erbaute einbogige Brücke wurde zu Beginn des 13. Jahrhunderts umfangreich erneuert. Um das Befahren der Brücke für Panzer zu ermöglichen, wurden während des Zweiten Weltkriegs die gesamten Brückenaufbauten entfernt.
1966 und 1970 wurde die Brücke bei Dreharbeiten zu den Brancaleone-Filmen Die unglaublichen Abenteuer des hochwohllöblichen Ritters Branca Leone und Brancaleone auf Kreuzzug ins Heilige Land verwendet.

## Die Legende der Pia de’ Tolomei
Namensgebend für die Brücke ist Pia de’ Tolomei. Die Legende erzählt, dass die schöne Gräfin Pia de’ Tolomei, die unglückliche Ehefrau von Nello d’Inghiramo de’ Pannochieschi, auf ihrem Weg ins Exil, dem Castel di Pietra (liegt heute im Gemeindegebiet von Gavorrano), diese Brücke überquert habe. Über das Schicksal der Gräfin berichtet auch Dante Alighieri im fünften Gesang des Purgatorio (Fegefeuer, Zeile 130–136) seines Werkes Göttliche Komödie.
Als drauf der dritte Geist das Wort gefaßt,
Sprach er: „Wenn du, zur Welt zurückgekommen,
Erst ausgeruht vom langen Wege hast,
So laß dein Hiersein auch der Pia frommen.
Siena gebar, Maremma tilgte mich.
Und Er, von dem ich einst den Ring bekommen,
Der Treue Pfand, er weiß, wie ich erblich.
(Streckfuß-Übersetzung, Original [...] "Deh, quando tu sarai tornato al mondo e riposato de la lunga via", seguitò ’l terzo spirito al secondo, "ricorditi di me, che son la Pia; Siena mi fé, disfecemi Maremma: salsi colui che ’nnanellata pria disposando m’avea con la sua gemma.)

## Fotogalerie

Bilder der Ponte della Pia
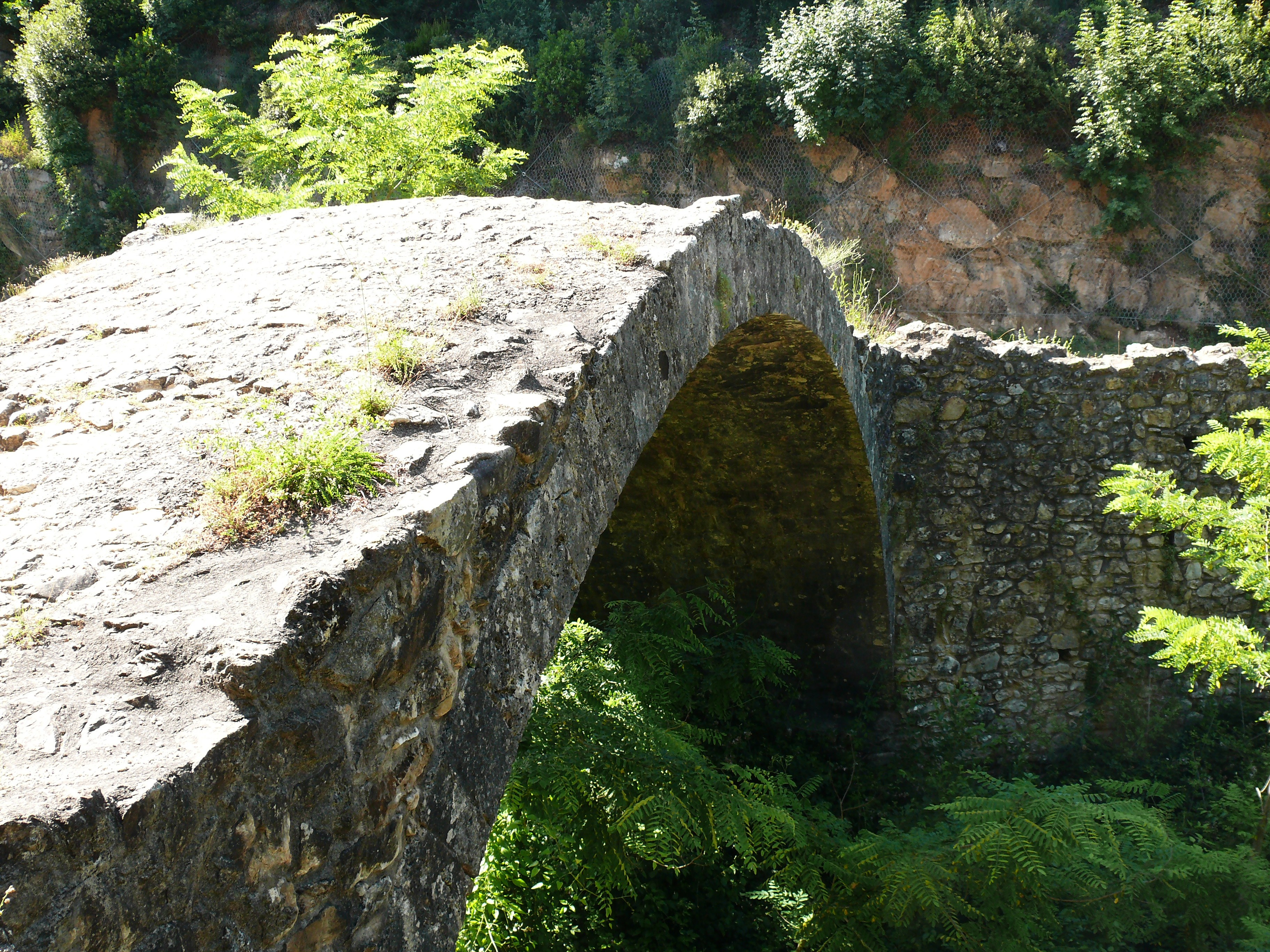
Ansicht von Norden
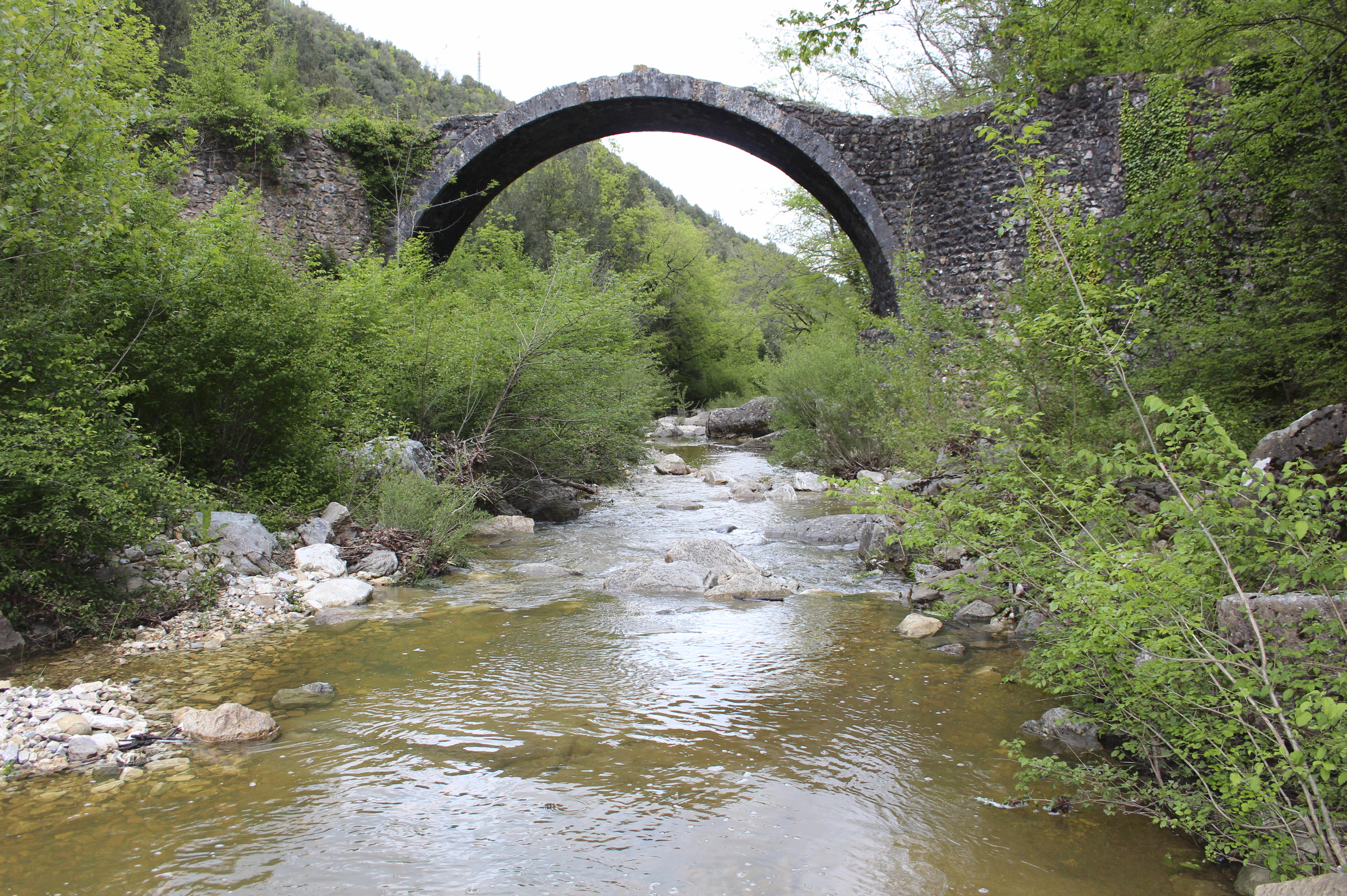
Ansicht von Westen
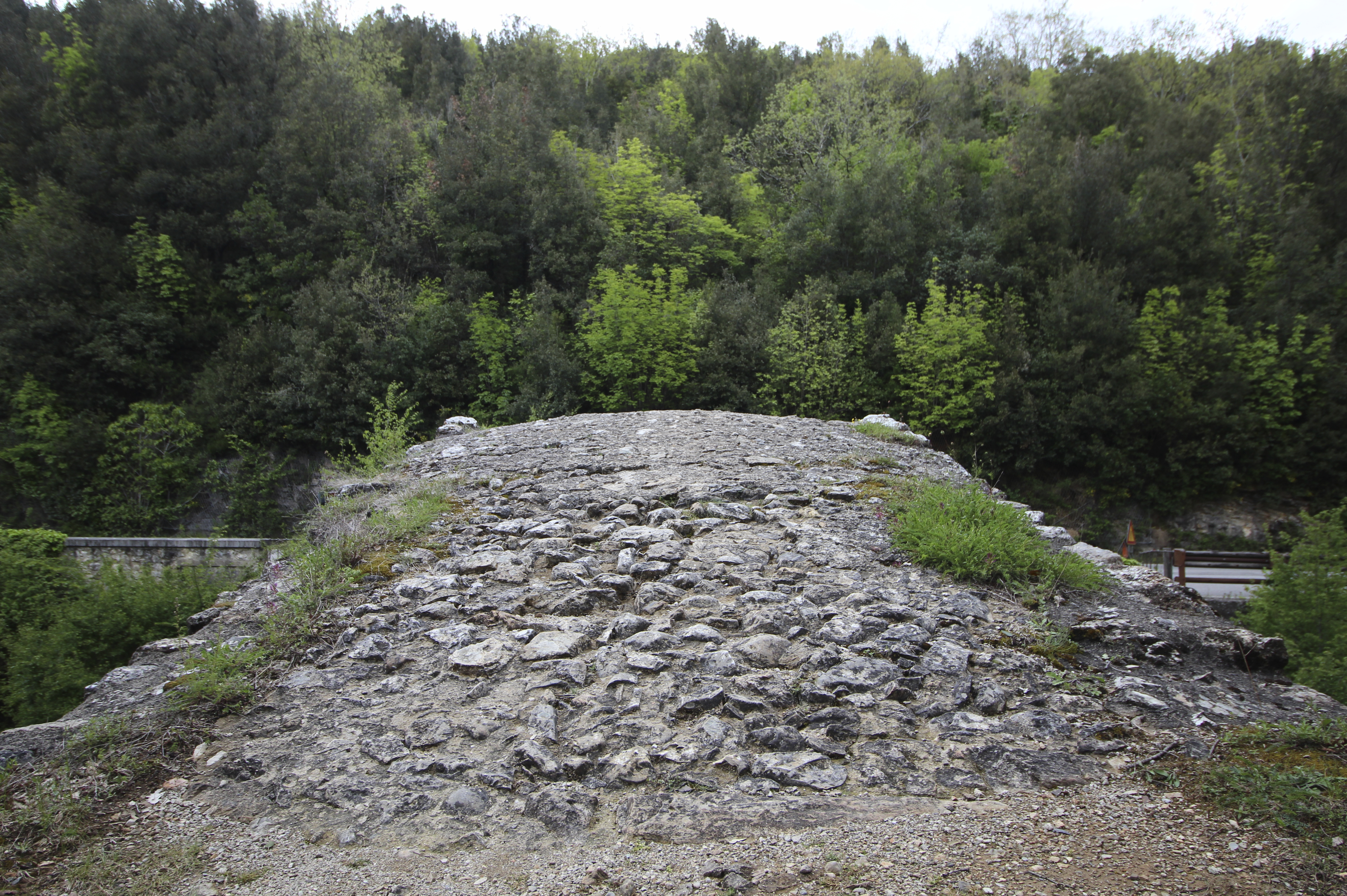
Ansicht von Süden